# DepositFiles
DepositFiles es un sitio web
ofrece al usuario dos formas o tipos de descarga de archivos; siendo una la regular que es gratuita y la otra "Gold", la cual es de paga.

## Características
DepositFiles le da al usuario la posibilidad de descargar archivos cada determinado tiempo aunque, gracias a las ventajas que ofrece la cuenta "Gold", puede realizarlo cuantas veces sea necesario (eso sin olvidar el pago por ésta) de ser el caso.

## Tipos de cuenta
DepositFiles cuenta con tres tipos de cuenta, aunque, en el caso de la primera que es la de invitado, ésta no requiere de ningún registro, ya que es con la que se identifica al usuario que sólo accede a la página a descargar algún archivo. Mientras que, la segunda y la tercera necesariamente el usuario tiene que registrarse para hacer uso de las ventajas que ofrece el sitio, dependiendo de si la cuenta la está pagando o no para disfrutar de más beneficios aparte de ser así el caso.
| Tipo de cuenta | Ventajas | Uso                         |
| Invitado       | Sólo le permite al usuario descargar archivos. | Gratuito                    |
| Registrado     | El usuario puede administrar sus archivos (subirlos, bajarlos e inclusive eliminarlos). | Gratuito                    |
| Gold           | Puede reanudar descargas y realizar descargas paralelas, además de contar con velocidad ilimitada, límite de espera por descarga descartado y tamaño máximo de almacenamiento por archivo de 100GB. | Limitado, ya que es de pago |

Algo que destaca al sitio es la capacidad por la que el usuario puede subir sus archivos desde kilobytes (KB), megabytes (MB) hasta un máximo de 10 gigabytes (GB) y una cantidad por tamaño de 50 archivos.
Dada la necesidad y bajo ningún costo de bajar algún archivo a una velocidad mayor existe la opción de descargarlo a través de su programa "DepositFiles Downloader".